# Viersnuit
Een viersnuit is in het maaswerk van bijvoorbeeld een venster de combinatie van vier visblazen in een cirkel. Deze visblazen lijken elkaar te achtervolgen in de cirkel waarin ze zitten. In dit gotische motief zitten in totaal acht toten. In het midden van een viersnuit bevindt zich een vierpuntige ster, waardoor de gebogen druppelvorm van de visblazen in stand blijft. Het motief was vooral populair in de flamboyante gotiek.

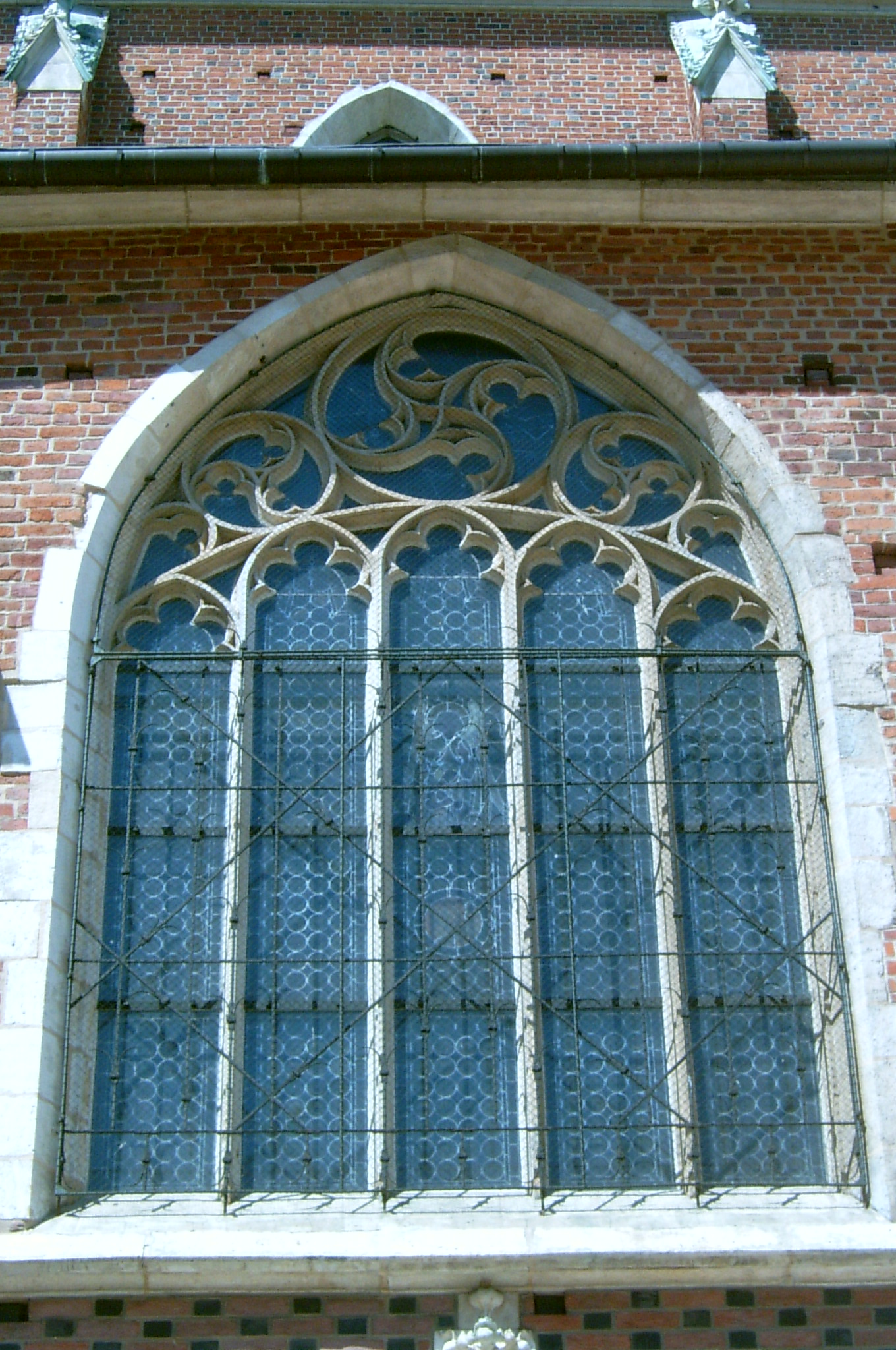
Middenboven zit er in dit venster een viersnuit
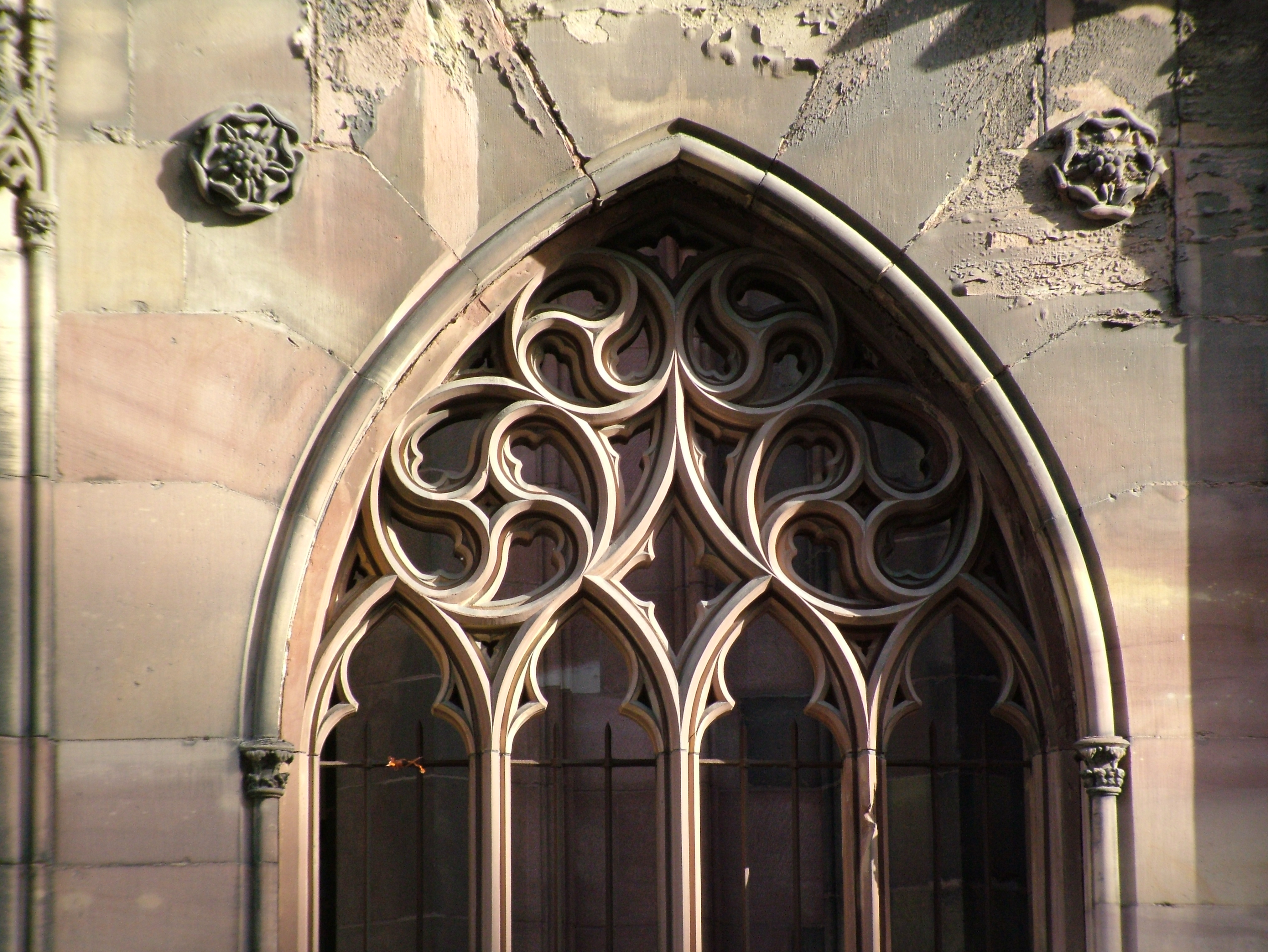
Links en rechts zitten viersnuiten
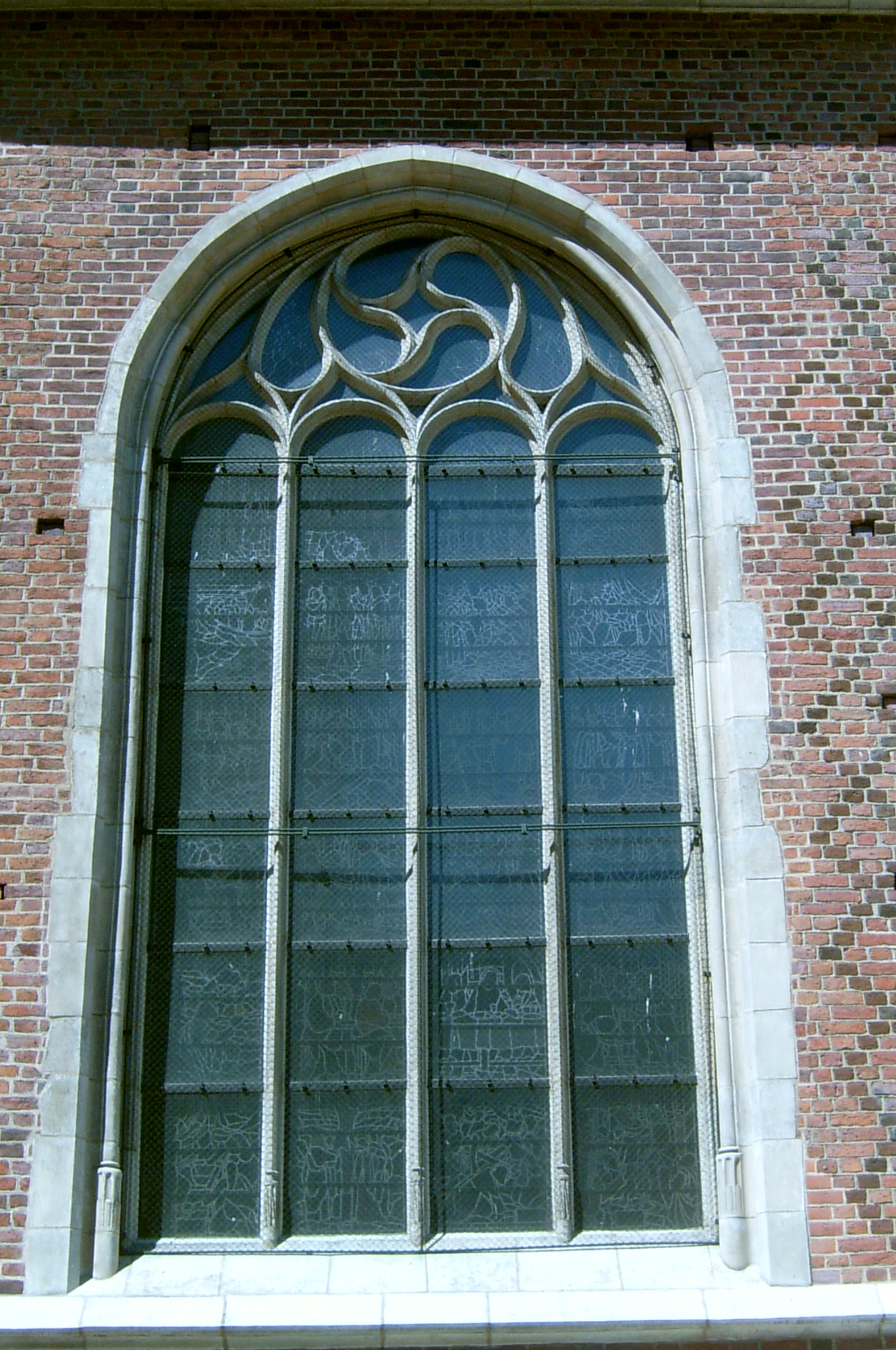
Een vereenvoudigde vorm van een viersnuit door het ontbreken van de toten